# Tang Jingzong
Tang Jingzong (zijn persoonlijke naam was Li Zhan) (22 juli 809 – 9 januari 827) was keizer van de Chinese Tang-dynastie. Hij regeerde van 824 tot 827. 
Jingzong kwam in 824 als tiener op de troon nadat zijn vader Muzong (795-824) was omgekomen bij het spelen van polo. Jingzong vulde het hof met religieuze kwakzalvers en alchemisten en vermaakte zich verder met zijn favoriete concubines. Na drie jaar werd hij vermoord door een factie eunuchen. 